# Баїлундо (держава)
Баїлундо — африканська держава народу овімбунду, утворена 1700 року. 1771 року визнає зверхність Португалії. Але вже у 1774 року починається боротьба за незалежність. Найбільшого піднесення набула у 2-й половині XIX ст. Після декількох війн наприкінці того ж століття, 1903 року була підкорена Португалією. також відоме як Мбалунду.

## Історія
Утворилося навколо голи Халавала, від якої отримала свою першу назву. Зміна назви на Мбалунду відбулася внаслідок місцевого звичаю використання орнаменту на тілі, який називався омбалунду.
Близько 1700 року під тиском ворожих племен Катьявала Бвіла I мігрував догори Халавала. Тут на зборах правителів омбал (поселень-вождіств) Хала-Вала, Квіака, Каліке, Андулу та Віле Катьявала Бвіла I обрали володарем (сома-іненем) нової держави.
Протягом тривалого часу зберігала незалежність від сусідів. Водночас підтримувала контакти з державою Бенгела, васалом Португалії. До середини XVIII ст. зміцнилися торгівельні контакти з португальцями.
Ситуація змінилася, коли 1771 року на кордонах з Баїлундо португальці почали створювати факторії. Протягом 1770-х років відбуваються запеклі війни, в яких війська Баїлундо переважно зазнають поразок. В результаті відбувається послаблення держави, яка майже розпадається. 1785 року сюди призначили португальського військового намісника (генерал-капітана).
Відродження держави починається 1818 року з панування Чівукувуку Чама Чонгонга, що заклав підвалини оборони Баїлундо від зазіхань Португалії. Протягом 1820—1840-х років відбувається поступове посилення держави. Найбільшого піднесення вона набуває в 1870—1880-х роках — за часів панування Екуїкуї II. Він уникнув військового конфлікту з Португалією, надавши португальцям певні привілеї, заохочуючи до землеробства, перетворивши державу на ключового постачальника зерна для Португальської Західної Африки.
Протягом 1890-х років португальці активізували економічне проникнення, також на землі Баїлундо стали тиснути бури, які почали захоплювати землі. 1902 року португальський загін арештував сома-інене Каландулу, що спричинило потужне повстання на чолі із Муту я Кевелою. Війська останнього вбили португальських колоністів і спалили їх торгові форпости. Незабаром повстання поширилося на південь і на захід, в провінцію Біє, але португальські війська, дислоковані в Бенгелі і Наміб, придушили його. Для придушення повстання довелося застосовувати польову артилерію і створювати укріплені залоги. Всього було проведено кілька військових операцій. В ході військових дій було вбито близько 2 000 повсталих. 1903 року Кевела загинув, внаслідок чого португальці захопили Баїлундо.

## Територія
На піднесення включала 50 омбал, 300 сіл та 450 тисяч осіб.

## Економіка
Основу становили землеробство і тваринництво (велика і мала рогата худоба). У великій кількості вирощувалися зернові. Поселення Баїлундо з початку XIX ст. стають важливим посередницькими торгівельними центрами. Торгівля здійснюється з державами Центральної та південної африки, численними племенними утвореннями.